# 杰夫·伊梅尔特

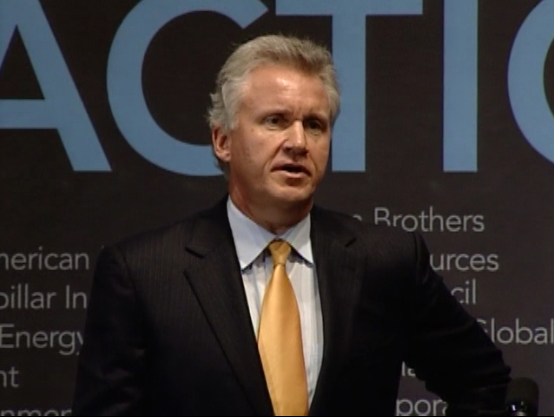
伊梅特出席2007年「美国气候行动伙伴」活動。

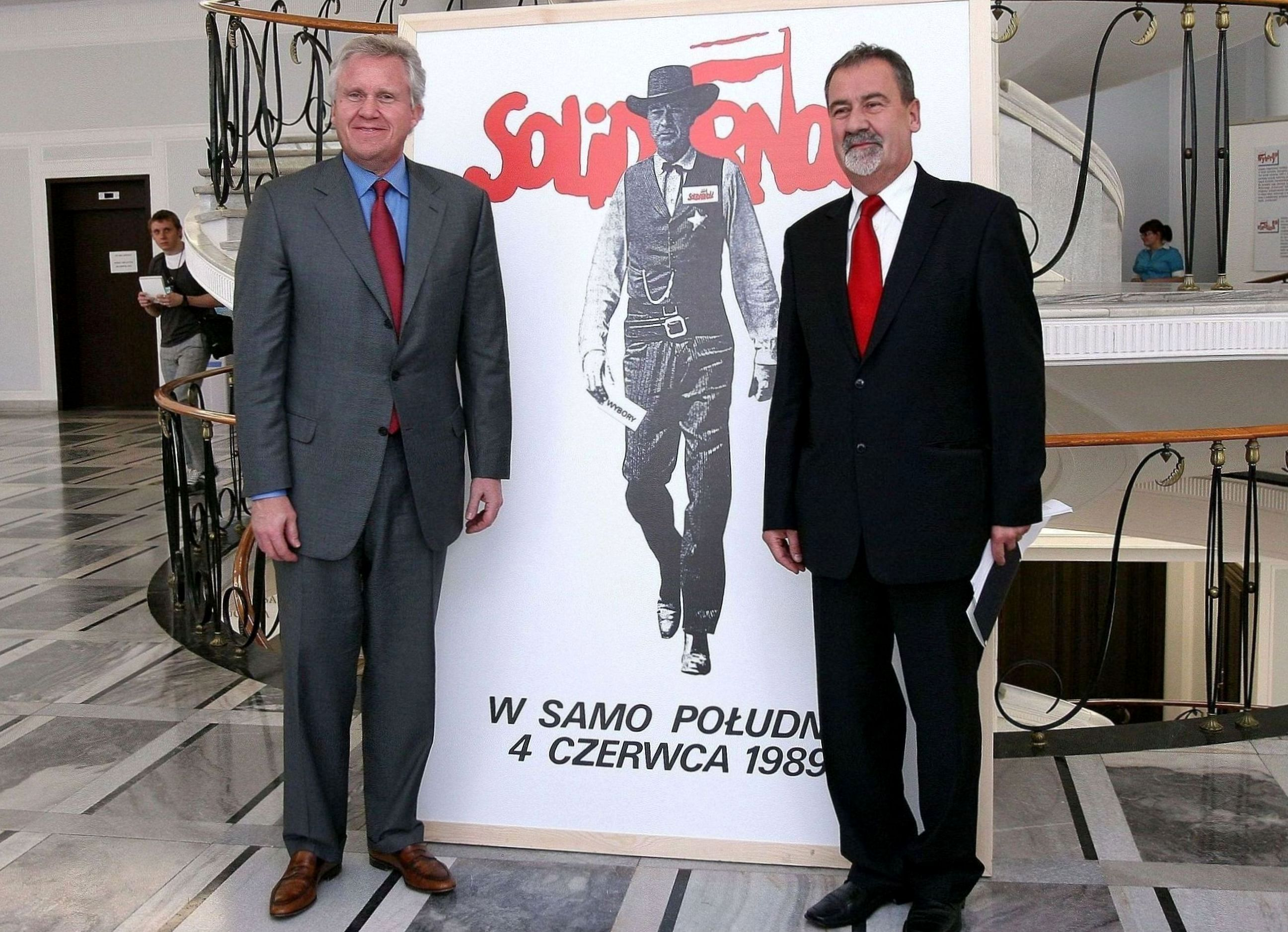
伊梅特（左）2009年造訪波蘭參議院。

傑佛瑞·勞勃·“杰夫”·伊梅尔特（英語：Jeffrey Robert "Jeff" Immelt，1956年2月19日—），美國商人暨政治人物（共和黨籍），生于俄亥俄州辛辛那提，通用电气公司（GE）现任董事长兼首席执行官，並跨黨派出任歐巴馬總統「就業暨競爭力顧問委員會主席」。伊氏于1982年加入通用电气，至今已服务逾30年。

## 职业生涯
杰夫·伊梅尔特于1978年从达特茅斯学院毕业，获得应用数学学士学位。在校期间曾担任该校Phi Delta Alpha兄弟联谊会主席。1982年，获得哈佛商学院工商管理硕士（MBA）学位，随后加入通用电气总部市场部。在1983年到1988年期间，服务于通用电气塑料集团，在此期间曾负责管理过销售、市场及全球产品管理等部门。在通用电气，伊梅尔特曾多次换岗或升迁，在1989年转任了通用电气家电集团副总裁，负责消费者服务。到了1991年，升迁为通用电气产品管理副总裁，负责全球市场及产品管理。而1992年至1993年，又被派任为通用电气塑料集团副总裁和塑料集团美洲商业部总经理。在1996年-1999年期间相对稳定，一直担任通用电气医疗系统集团总裁兼首席执行官。2000年，杰克·韦尔奇在杰夫·伊梅尔特、勞勃·納德利和詹姆士·麥納尼三个候选人当中确定伊梅尔特为公司接班人，并委任他为通用电气总裁兼董事会候任董事长。2001年，伊梅尔特正式出任通用电气董事长和首席执行官。

### 年收入
作为通用电气公司的董事长兼首席执行官，杰夫·伊梅尔特2007年长期绩效奖金是15,483,648美元，而具体构成和所占比例分别为：薪资3,300,000美元，所占比例29%；现金分红5,800,000美元，限制性股票4,713,000美元，两者和占比例63%；股票期权0美元；其他收入396,267美元，所占比例3%。2008年，受金融风暴的影响，公司股价和利润大幅下滑，伊梅尔特因此放弃领取近1200万美元奖金与红利，但五年内可以以股票或其他形式的收入作为补偿。所以长期绩效奖金是11,545,762美元，具体构成和所占比例分别为：薪资3,300,000美元，所占比例29%；现金分红0美元；限制性股票7,276,675美元，所占比例63%；股票期权596,268美元，所占比例5%；其他收入372,819美元，所占比例3%。

### 其他任职
伊梅尔特在学校的邀请下担任达特茅斯学院董事会的兼任董事，并是两个非盈利组织的董事会成员，其中之一是旨在救助纽约穷人的罗宾汉基金会。不久前被美国总统奥巴马招募到经济复苏顾问委员会。

## 相关事件
由于杰克·韦尔奇的退休，伊梅尔特于2001年9月7日接任通用电气的董事长和首席执行官职位，不过4天后，就发生了恐怖组织袭击美国事件，史称911事件。在这次恐怖事件中，有两名公司员工身亡，公司的保险业务损失了将近6亿美元，航空技术部门的股价下跌了80%。上任伊始，伊梅尔特就面对这种状况，开局并不乐观。2008年4月，福斯新聞頻道节目主持人比尔·奥莱利因通用电气与伊朗有商业业务往来而指责伊梅尔特，因为据新闻报道，伊朗曾在伊拉克袭击过美国军队。不过事实是：早在2005年，通用电气董事会以及领导层已经决定终止了公司在伊朗的业务。2008年5月，伊梅尔特入选了《时代周刊》年度最有影响力100人。2009年2月，伊梅尔特被任命为经济复苏顾问委员会的成员，负责向美国总统奥巴马及其领导班子提供走出经济衰退的咨询意见。

### 毕业典礼
上任通用电气董事长后，身为达特茅斯学院的校友，伊梅尔特首次出席了母校塞耶爾工程學院2001届毕业典礼，并发表演说。他在他的演讲里强调了中国与远东未来商业机会的重要性。2004年6月，达特茅斯学院颁发伊梅尔特荣誉法学博士头衔。在随后的几年里，伊梅尔特分别给以下几个学校做了毕业典礼演讲：东北大学（2006年），佩珀代因大学（2006年4月20日），佐治亚理工学院（2007年5月），圣母大学（2007年5月20日），伍斯特理工学院（2008年5月17日）。以上大学亦分别给伊梅尔特颁发荣誉博士头衔。

## 延伸阅读
- General Electric, Executive Bio and Photo
- David Magee, 2009, Jeff Immelt and the New GE Way: Innovation, Transformation, and Winning in the 21st Century, McGraw-Hill Professional. ISBN 978-0-07-160587-8